# Xenesthis
Xenesthis es un género de arañas migalomorfas de la familia Theraphosidae. Son originarias de Sudamérica y Centroamérica.  

## Especies
Según The World Spider Catalog 11.0:
- Xenesthis immanis (Ausserer, 1875)
- Xenesthis intermedia Schiapelli & Gerschman, 1945
- Xenesthis monstrosa Pocock, 1903